# Bundeskartellamt
Das Bundeskartellamt (BKartA) ist eine selbstständige Bundesoberbehörde im Geschäftsbereich des Bundesministerium für Wirtschaft und Energie mit etwa 400 Mitarbeitern und einem Haushalt von ca. 35 Mio. Euro. Sitz der Behörde ist das Bundesviertel in Bonn. Das Bundeskartellamt vollzieht als Wettbewerbsbehörde das deutsche und europäische Wettbewerbsrecht in Deutschland. Es kann bedenkliche Zusammenschlüsse von Unternehmen verbieten, marktbeherrschenden Unternehmen missbräuchliche Verhaltensweisen untersagen, Auflagen erteilen und bei Kartellabsprachen Geldbußen verhängen.
Präsident des Bundeskartellamtes ist seit 2009 Andreas Mundt.

## Gesetzliche Grundlagen
Grundlage der Tätigkeit des Bundeskartellamtes ist das Gesetz gegen Wettbewerbsbeschränkungen (GWB). Neben dem Bundesrecht wendet die Behörde auch das Wettbewerbsrecht des Vertrags über die Arbeitsweise der Europäischen Union an (Artikel 101 und 102 AEUV). Gesetzliche Grundlage für den Betrieb des Wettbewerbsregisters ist das Wettbewerbsregistergesetz (WRegG).

## Aufgaben
Die Hauptaufgabe des Bundeskartellamtes besteht in der Durchsetzung des Kartellverbots, der Durchführung der Zusammenschlusskontrolle sowie in der Ausübung der Missbrauchsaufsicht über marktbeherrschende Unternehmen. Das Bundeskartellamt kann Zusammenschlüsse von Unternehmen verbieten, marktbeherrschenden Unternehmen missbräuchliche Verhaltensweisen untersagen und bei der Aufdeckung von Kartellabsprachen Geldbußen verhängen. Es kann Sektoruntersuchungen im Bereich des Kartellrechts und des Verbraucherschutzes durchführen. Zur Umsetzung ihrer Aufgaben verfügt das Bundeskartellamt über weitgehende Ermittlungsbefugnisse.
Das Bundeskartellamt prüft pro Jahr knapp 1000 Zusammenschlüsse. Davon werden in der Regel weniger als eine Handvoll untersagt bzw. mit Nebenbestimmungen freigegeben. Unternehmen haben außerdem die Möglichkeit, angemeldete Zusammenschlussvorhaben zurückzunehmen, um eine Untersagungsentscheidung zu verhindern.
Darüber hinaus ist das Bundeskartellamt für die Nachprüfung der Vergabe öffentlicher Aufträge zuständig und führt dazu jährlich etwa 100 Verfahren. Das beim Bundeskartellamt angesiedelte Wettbewerbsregister stellt öffentlichen Auftraggebern Informationen über Wirtschaftsdelikte zur Verfügung, die zu einem Ausschluss vom Vergabeverfahren führen können.
Das Bundeskartellamt betreibt die Markttransparenzstelle für Kraftstoffe.
Derzeit (Stand: 2023) ist das Bundeskartellamt außerdem für die Prüfung von Missbräuchen der Gas-, Strom- und Fernwärmepreisbremsen zuständig.
Der Tätigkeitsbericht des Bundeskartellamtes berichtet im Zweijahres-Rhythmus ausführlich über die Arbeit des Amtes. Darüber hinaus veröffentlichen Bundeskartellamt und Bundesnetzagentur gemeinsam einen jährlichen Monitoringbericht über die Entwicklungen auf den deutschen Elektrizitäts- und Gasmärkten.

## Geschichte und Zuständigkeit

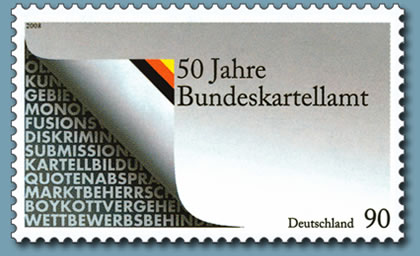
50 Jahre Bundeskartellamt: Briefmarke von 2008

Das Bundeskartellamt nahm 1958 mit Inkrafttreten des GWB seine Arbeit auf und ist seither für die Prüfung von Kartellen und die Missbrauchsaufsicht zuständig, sofern die wettbewerbsbeschränkende Wirkung über ein Bundesland hinausreicht. Für Sachverhalte, deren Bedeutung über das Gebiet eines Bundeslandes nicht hinausgeht, sind die Landeskartellbehörden zuständig (§ 48 Abs. 2 GWB). Bei Sachverhalten, die grenzüberschreitende Wirkung haben, besteht eine konkurrierende Zuständigkeit des Bundeskartellamtes und der Generaldirektion Wettbewerb bei der Europäischen Kommission.
1973 wurde die Zusammenschlusskontrolle eingeführt. Die Zahl der pro Jahr geprüften Zusammenschlüsse schwankte im Laufe der Jahre in der Regel zwischen 1000 und 2000 Fällen pro Jahr. Im Jahr 2022 ist sie auf gut 800 Fälle gesunken. Die Zuständigkeit für die Fusionskontrolle ab bestimmten Umsatzschwellen liegt bei der Europäischen Kommission.
Seit dem Jahr 1999 ist ein bedeutender Teil des Vergaberechts in das GWB integriert und in den Zuständigkeitsbereich des Bundeskartellamts übergegangen.
Im Jahr 2005 erhielt das Bundeskartellamt die Befugnis, Sektoruntersuchungen durchzuführen, wenn z. B. starre Preise einen eingeschränkten Wettbewerb vermuten lassen. Im Jahr 2017 wurde die Befugnis auf vermutete Verstöße gegen Verbraucherrecht ausgeweitet.
Mit Beginn des Jahres 2013 wurde die Markttransparenzstelle für Kraftstoffe beim Bundeskartellamt angesiedelt.

## Organisation
Das Bundeskartellamt verfügt über 13 Beschlussabteilungen, die für die Aufgaben im Bereich des Wettbewerbsschutzes zuständig sind. Die branchenspezifischen Beschlussabteilungen B1 bis B9 und V sind für die Fusionskontrolle und Missbrauchsaufsicht zuständig, B10 und B12 für Kartellverfolgung und die B11 für Missbräuche im Bereich der Energiepreisbremsen. Daneben gibt es zwei Vergabekammern für Nachprüfverfahren und eine Abteilung für das Wettbewerbsregister. Unterstützt werden diese Abteilungen durch die Grundsatzabteilung, die Abteilung für Prozessführung und die Zentralabteilung.
Eine wesentliche Besonderheit des Bundeskartellamts sowohl im internationalen Vergleich als auch im Vergleich mit anderen deutschen Behörden ist die weitgehende Unabhängigkeit der Beschlussabteilungen bei ihren Entscheidungen. Die Beschlussabteilungen entscheiden gerichtsähnlich in der Besetzung mit einem oder einer Vorsitzenden und zwei Beisitzenden. Das Bundesministerium für Wirtschaft und Klimaschutz und der Präsident des Amtes haben keine Weisungsbefugnis gegenüber den Beschlussabteilungen.
Gegen Verfügungen des Bundeskartellamtes können der Antragsteller (sofern vorhanden), die Personen und Unternehmen, gegen die die Verfügung sich richtet, sowie Drittbetroffene, die zum Verfahren beigeladen worden sind, Rechtsbehelfe ergreifen. Hierbei muss zunächst eine Beschwerde beim Oberlandesgericht Düsseldorf eingereicht werden, im Anschluss daran kann eine Rechtsbeschwerde beim Bundesgerichtshof erfolgen. Hat das Bundeskartellamt einen Zusammenschluss untersagt, kann auch eine Ministererlaubnis beim Bundesminister oder der Bundesministerin für Wirtschaft beantragt werden.

## Verfahren
Die Beschlussabteilungen des Bundeskartellamts verfügen – analog zu den Landeskartellbehörden – über weitreichende Befugnisse sowohl zur Untersuchung als auch zur Beschlussfassung. Aufgrund dieser gebündelten Kompetenzen wird das Verfahren mitunter als eine Form der „inquisitorischen Rechtsdurchsetzung“ bezeichnet. Eine institutionelle Trennung von Ermittlungs- und Entscheidfunktion findet innerhalb der Beschlussabteilungen nicht statt. Die Mitglieder dieser Abteilungen agieren gemeinsam – unterstützt von ihren Mitarbeitenden und gegebenenfalls auch von Mitarbeitenden anderer Abteilungen – als Kollegialgremium sowohl bei der Ermittlung als auch bei der Entscheidungsfindung. Bestimmte Aufgaben, wie beispielsweise die Vernehmung von Zeugen, können dabei intern verteilt werden. Es ist außerdem üblich, dass einzelne Abteilungsmitglieder für bestimmte Sachgebiete zuständig sind und in dieser Funktion als „Berichterstatter“ fungieren. Sie sind in dieser Rolle verantwortlich für die Erstellung der Entscheidungsentwürfe. Die interne Aufgabenverteilung dient in erster Linie der Effizienzsteigerung bei der Bearbeitung von Fällen und verfolgt nicht das Ziel, Ermittlungs- und Entscheidungsfunktionen funktional zu trennen.
Ein zentrales Merkmal der Tätigkeit der Beschlussabteilungen ist die Unterscheidung zwischen zwei Verfahrensarten: Verwaltungssachen (z. B. Maßnahmen zur Vorteilsabschöpfung) und Bußgeldsachen (z. B. bei Preisabsprachen). Während bei Verwaltungssachen grundsätzlich die Regelungen des Verwaltungsverfahrensgesetzes Anwendung finden, sind für Bußgeldsachen die Vorschriften des Gesetzes über Ordnungswidrigkeiten (OWiG) sowie ergänzend die Strafprozessordnung (StPO) maßgeblich. Dies führt dazu, dass sich das Vorgehen in diesen Fällen stärker an einem klassischen Strafverfahren orientiert.
Im Rahmen eines Ordnungswidrigkeitenverfahrens treten deutliche prozessuale Unterschiede auf – insbesondere hinsichtlich der Auskunftsrechte gegenüber der Behörde und des Instanzenzugs. So führen die Oberlandesgerichte (OLG) in solchen Fällen ein vollständig neues Verfahren durch. Dabei geht es nicht lediglich um die Überprüfung einer behördlichen Entscheidung des Bundeskartellamtes, sondern um eine eigenständige, umfassende Sachverhandlung gemäß §§ 71 ff. OWiG. Das Verfahren vor dem Bundeskartellamt übernimmt in dieser Konstellation eine Funktion, die mit der staatsanwaltschaftlichen Ermittlungsarbeit vergleichbar ist; der daraufhin erlassene Bußgeldbescheid nimmt die Rolle einer Anklageschrift ein.
Das Verfahren vor dem OLG orientiert sich anschließend streng am Mündlichkeitsprinzip, das im deutschen Strafprozessrechtrecht maßgeblich ist. Dies bedeutet, dass die behördlichen Ermittlungsakten nicht automatisch als Entscheidungsgrundlage herangezogen werden dürfen. Alle für das Urteil relevanten Inhalte – seien es Tatsachenfeststellungen oder wirtschaftliche Gutachten – müssen grundsätzlich im Rahmen der Hauptverhandlung separat eingeführt werden, etwa durch Verlesung oder durch Zeugenaussagen.

## Bekannte Fälle und Entscheidungen (Auswahl)

### Vom Bundeskartellamt aufgedeckte und sanktionierte Kartelle
Hauptartikel: Liste der höchsten Strafen wegen Wettbewerbsverstößen in der EU
- Zementkartell in Deutschland, 2004 aufgedeckt, insgesamt Bußgelder in Höhe von 330 Millionen Euro verhängt.
- Kaffeekartell, illegale Preisabsprachen zwischen Tchibo, Melitta und Dallmayr von 2000 bis 2009. Das Bundeskartellamt erließ Bußgelder in Höhe von 159,5 Millionen Euro.[12]
- Im Papierkartell für Dekorpapier (August 2005 bis Ende 2007) verhängte das Bundeskartellamt gegen die Hersteller Felix Schoeller Holding, Munksjö Paper und Arjo Wiggins Geldbußen von insgesamt 62 Millionen Euro.[13]
- Feuerwehrfahrzeuge-Kartell: Kartell auf dem deutschen Markt für Feuerwehrfahrzeuge, vom Bundeskartellamt im Februar 2011 offengelegt, insgesamt Bußgelder in Höhe von 68 Millionen Euro verhängt.
- Schokoladenkartell in Deutschland, 2013 aufgedeckt, insgesamt Bußgelder in Höhe von 60 Millionen Euro verhängt. Zusammenarbeit von insgesamt 11 Herstellern, darunter Nestlé, Haribo, Ritter und Milka, zur gemeinsamen Preiserhöhung[14]
- Bierkartell: Preisabsprachen von sechs deutschen Brauereien in den Jahren 2006 und 2008. Im Januar 2014 verhängt das Bundeskartellamt Bußgelder in Höhe von insgesamt 106,5 Millionen Euro an die Konzerne Bitburger, Krombacher, Veltins, Warsteiner und Privatbrauerei Ernst Barre. Als Kronzeuge bleibt Beck’s (Anheuser-Busch InBev) straffrei. Die Ermittlungen gegen sechs weitere Brauereien, ebenfalls wegen Verdachts auf Preisabsprachen, dauerten zunächst an,[15] im September 2021 wurden drei nordrhein-westfälische Brauereien vom Oberlandesgericht Düsseldorf freigesprochen.[16]
- Im Jahr 2020 wurden Bußgelder in Höhe von insgesamt rund acht Millionen Euro gegen deutsche Schilderpräger (Kfz-Kennzeichen) verhängt.[17]

### Vom Bundeskartellamt untersagte Unternehmenszusammenschlüsse
- Eine geplante Fusion des Reinigungsmittelhersteller Luhns GmbH mit dem Düsseldorfer Unternehmen Henkel KGaA wurde 1999 vom Bundeskartellamt untersagt.[18]
- Eine Übernahme von trans-o-flex durch die Deutsche Post AG (seit 1997 mit 24,8 % Beteiligung) scheiterte 1999 aus wettbewerbsrechtlichen Einwänden der europäischen Kommission, nachdem die Deutsche Post ihren Anteil auf über 75 % aufstocken wollte. Im Jahr 2000 konnte die Deutsche Post die sechs Auslandstöchter der trans-o-flex in Österreich, Ungarn, den Niederlanden, Belgien, Italien und Dänemark vollständig übernehmen, ein zweiter Übernahmeversuch der trans-o-flex Deutschland in Zusammenarbeit mit BayernFinanz (Investor seit 2000, im 1. Quartal 2005 75,2 % Beteiligung) wurde vom Bundeskartellamt untersagt und diese Entscheidung Ende 2004 vom Bundesgerichtshof bestätigt.
- Im Jahr 2001 versuchte Sanacorp Pharmahandel den Konkurrenten Andreae-Noris Zahn AG (ANZAG) zu übernehmen, scheiterte jedoch am Widerstand des Bundeskartellamtes. Der Rechtsstreit wurde durch ein Urteil des OLG Düsseldorf im Oktober 2006 beendet. Das Fusionskontrollverfahren war eines der längsten in der Geschichte der Bundesrepublik Deutschland.
- Im November 2001 meldete die E.ON AG beim Bundeskartellamt die Übernahme einer Mehrheit der Ruhrgas AG mit Sitz in Essen an. Nach der Ablehnung des Zusammenschlusses durch das Kartellamt und der anschließenden Erteilung einer Ministererlaubnis[19] entwickelte sich mit Mitbewerbern ein Rechtskonflikt um den Vollzug der Übernahme,[20] der sich bis März 2003 hinzog. Die E.ON AG wurde dann zum alleinigen Eigentümer der Ruhrgas AG, dem mit einem Marktanteil von etwa 60 Prozent größten deutschen Gasversorgungskonzern.
- Im deutschen Kabelnetzbetreibermarkt untersagte das Bundeskartellamt im Februar 2002 den Verkauf der verbliebenen sechs Regionalgesellschaften an Liberty Media, woraufhin im März 2003 eine Investorengruppe aus Apax Partners, Providence Equity Partners und Goldman Sachs Capital Partners die sechs Gesellschaften erwarb und sie in der Kabel Deutschland Gruppe bündelte. Das Ziel von Kabel Deutschland ist es nach eigenen Angaben, ein möglichst deutschlandweit flächendeckendes Netz zu betreiben. Das Bundeskartellamt verhinderte jedoch die Aufkäufe von Konkurrenten der Netzebene 3 und somit ein bundesweites Angebot von Kabel Deutschland in diesem Segment. Die Übernahme-Verbote wurden am 7. Oktober 2004 für ish NRW (Dienstleister für Nordrhein-Westfalen), iesy Hessen (Dienstleister für Hessen) und Kabel BW (Dienstleister für Baden-Württemberg) ausgesprochen.[21]

## Präsidenten
Der Leiter des Bundeskartellamtes führt die Amtsbezeichnung Präsident. Seit seiner Gründung 1958 hatte das Bundeskartellamt sechs Präsidenten:
1. Eberhard Günther (1958–1976),
2. Wolfgang Kartte (1976–1992),
3. Dieter Wolf (1992–1999),
4. Ulf Böge (1999–2007),
5. Bernhard Heitzer (2007–2009),
6. Andreas Mundt, amtierender Präsident seit 2009

Das Amt ist in Besoldungsgruppe B 8 der Bundesbesoldungsordnung B eingruppiert.

## Vizepräsidenten (Auswahl)
- Gerhard Rauschenbach: 1959 bis 1970
- Heinz Ewald: ab 1971
- Kurt Stockmann: bis 2005
- Peter Klocker: von 2005 bis 2015
- Konrad Ost: ab 2015

## Sitz
Bis 1999 hatte das Bundeskartellamt seinen Sitz am Platz der Luftbrücke in Berlin. Nach über 40 Jahren in Berlin verlagerte die Behörde ihren Sitz im Zuge des Berlin/Bonn-Gesetzes am 1. Oktober 1999 nach Bonn.
Dort hat sie das ehemalige Gebäude des Bundespräsidialamts an der Kaiser-Friedrich-Straße bezogen, im nördlichen Zentrum des Bundesviertels. Die Liegenschaft gliedert sich in die Häuser I–IV und das 1960/1961 erbaute und ab 1962 vom Bundesminister für besondere Aufgaben genutzte Haus Axe an der Adenauerallee (B 9). Während das Haus I 1950 als Bürogebäude (ursprünglich 40 Büroräume) und wohl erster Verwaltungsneubau des Bundes in Bonn für das Bundespräsidialamt (auf den zum Teil erhaltenen Mauern des abgetragenen Stall- und Remisengebäudes der Villa Hammerschmidt) errichtet worden war, sind die weiteren Häuser älteren Datums und nicht als Liegenschaft des Bundes entstanden. Dazu gehören die Doppelvilla Balg (Haus II) aus dem Jahre 1898, das 1933 erbaute Haus III und die Villa Frau Ernst Prieger (Haus IV) aus dem Jahr 1900. Seit 2010 sind einige Abteilungen des Bundeskartellamts auf dem Gelände des Bundeswirtschaftsministeriums im Bonner Ortsteil Duisdorf untergebracht.

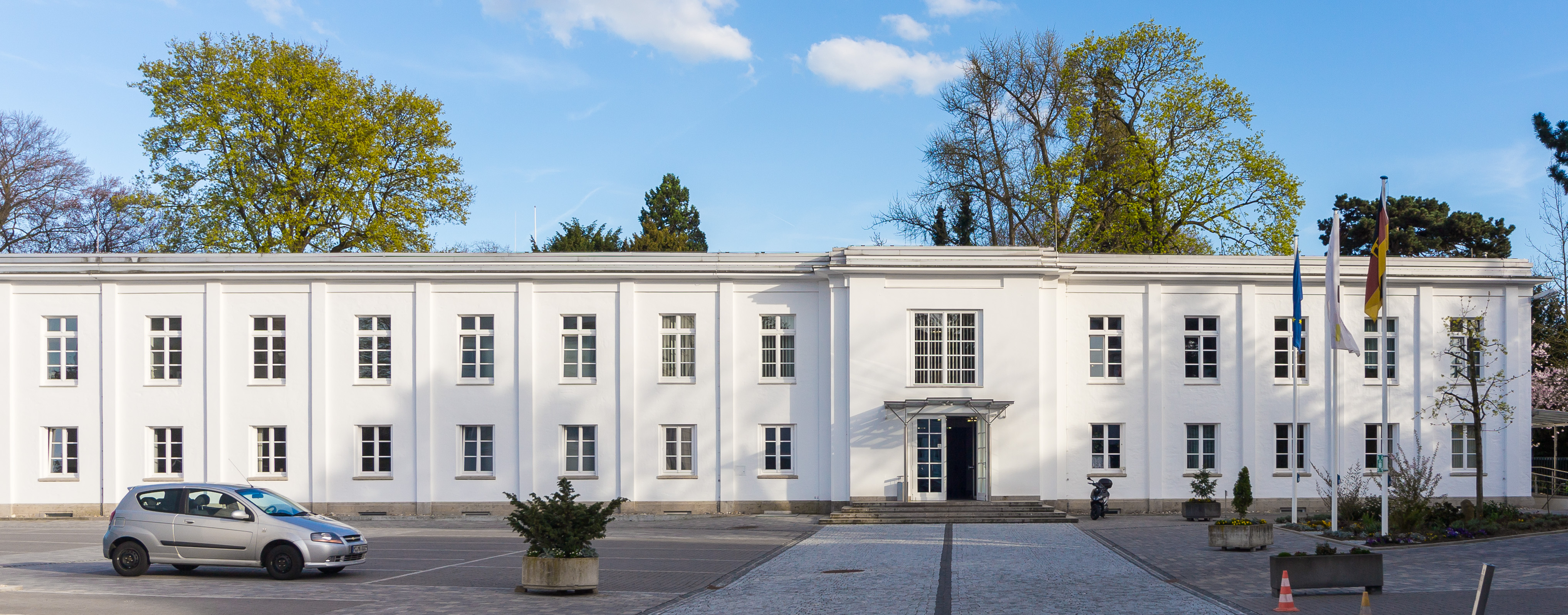
Haus I, Kaiser-Friedrich-Straße 16
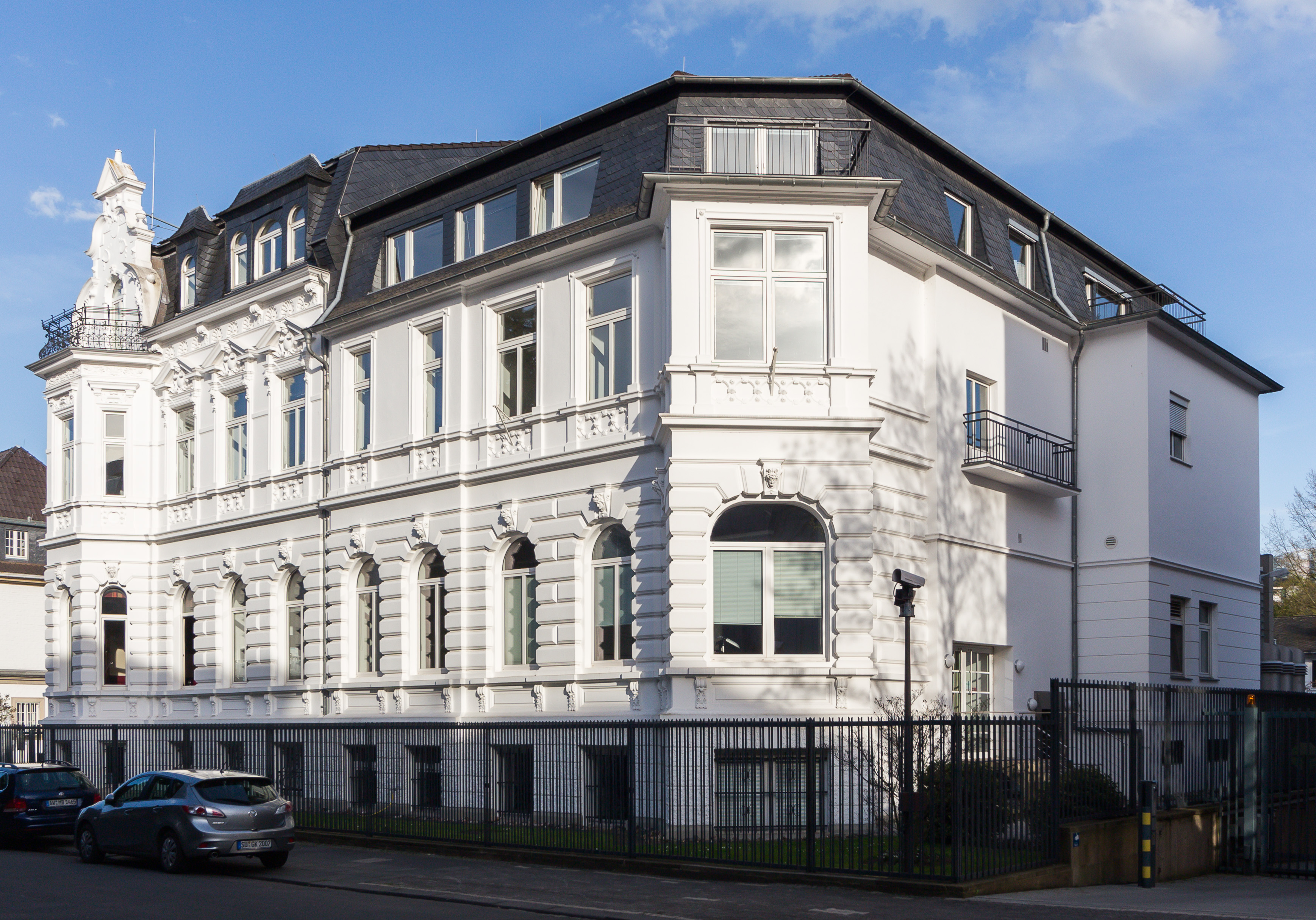
Haus II, Doppelvilla Balg, Kaiser-Friedrich-Straße 8/10
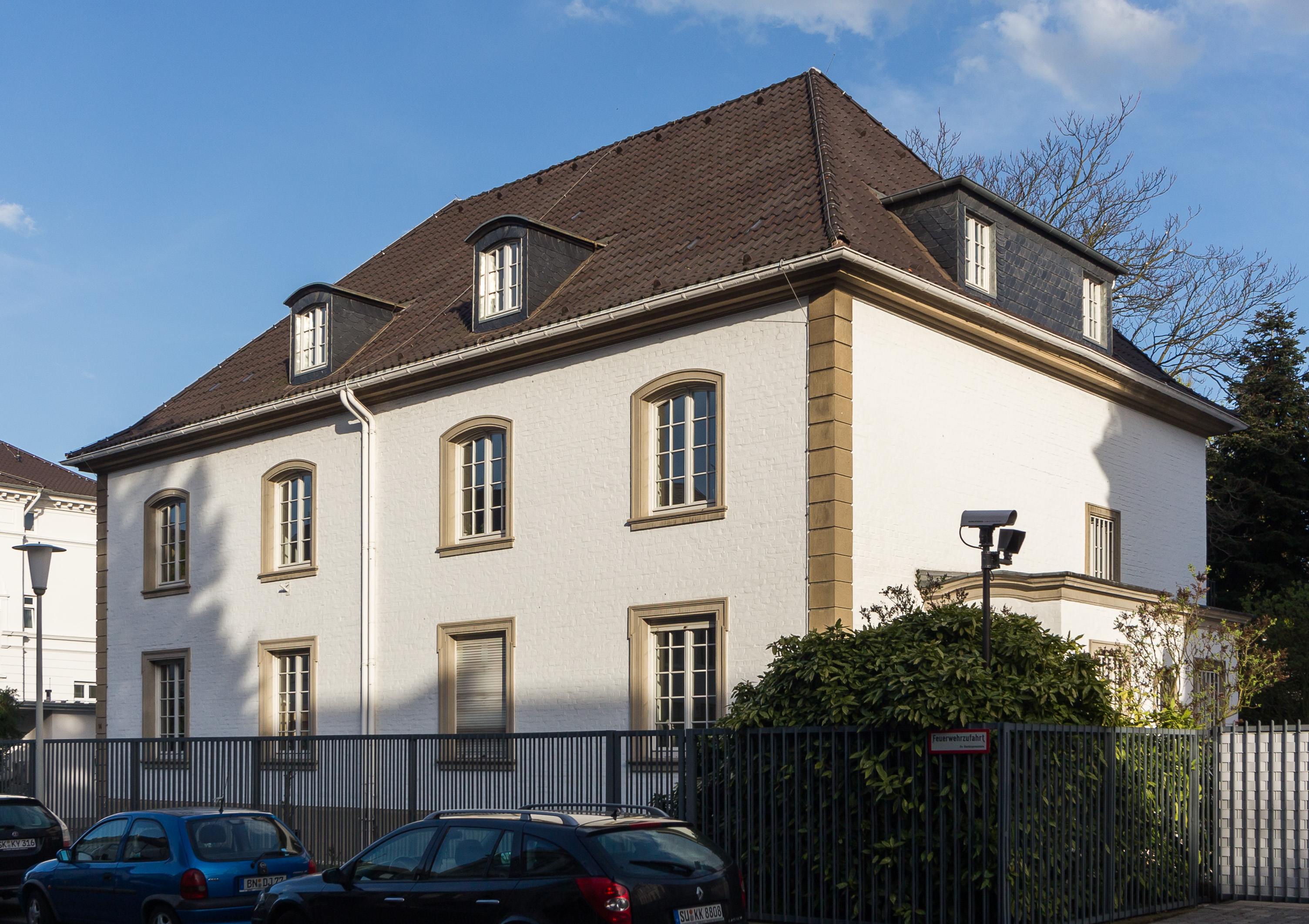
Haus III, Kaiser-Friedrich-Straße 12–14
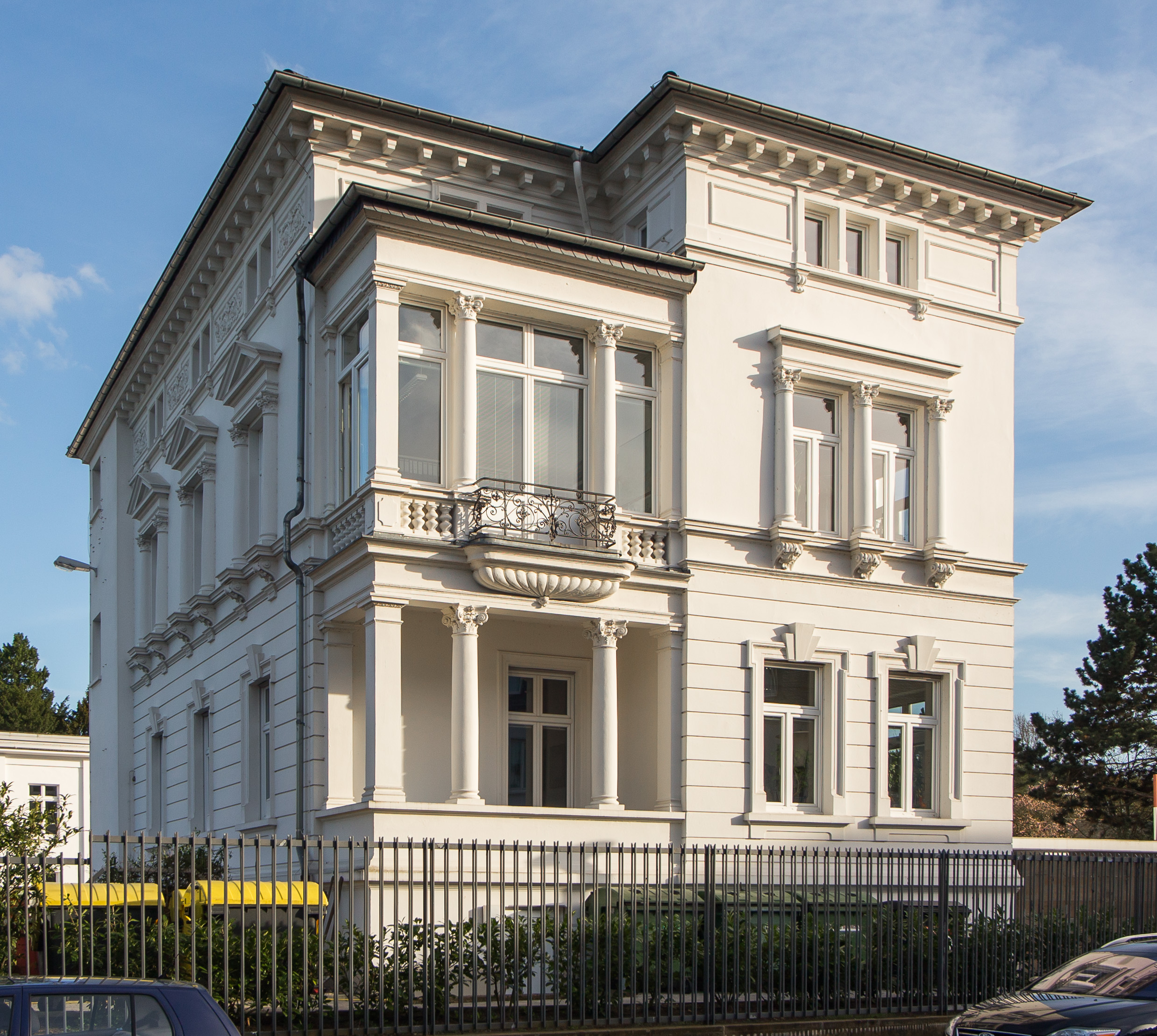
Haus IV, Villa Frau Ernst Prieger, Kaiser-Friedrich-Straße 18
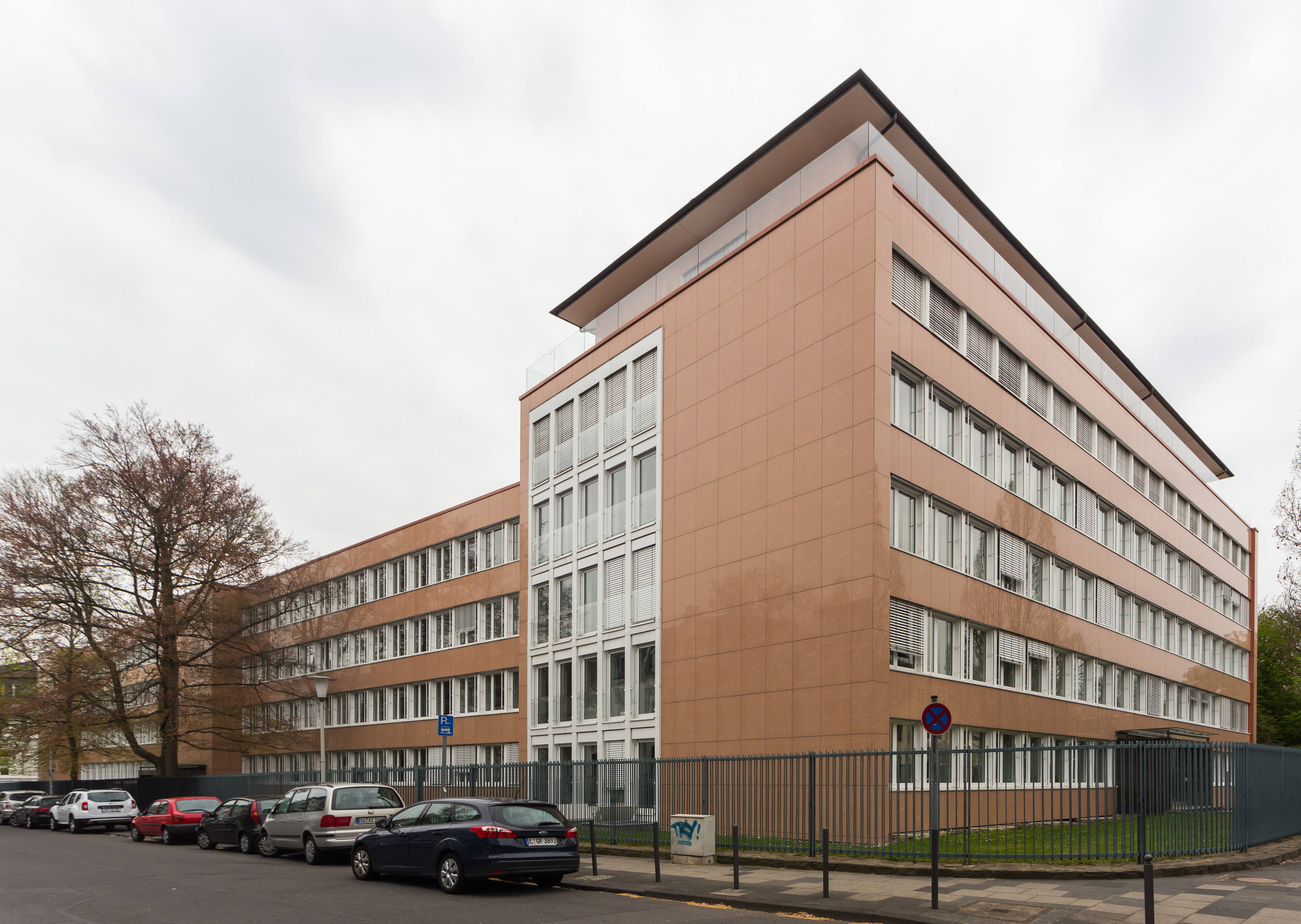
Haus Axe, Adenauerallee 133/Kaiser-Friedrich-Straße 2–6